# Rosport
Rosport är en kommun och en liten stad i östra Luxemburg.   Den ligger i kantonen Echternach och distriktet Grevenmacher, i den östra delen av landet, 30 kilometer nordost om huvudstaden Luxemburg. Antalet invånare är 2 109. Arean är 29,5 kvadratkilometer.
Terrängen i Rosport är kuperad norrut, men söderut är den platt.
.

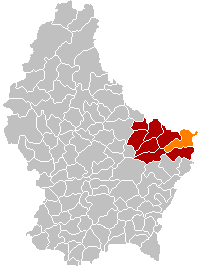
Rosport markerad med orange i karta över Luxemburg

Omgivningarna runt Rosport är en mosaik av jordbruksmark och naturlig växtlighet. Runt Rosport är det tätbefolkat, med 550 invånare per kvadratkilometer.